# NGC 1020
NGC 1020 is een spiraalvormig sterrenstelsel in het sterrenbeeld Walvis. Het hemelobject werd op 15 januari 1865 ontdekt door de Duitse astronoom Albert Marth.

## Synoniemen
- PGC 10018
- ZWG 388.81